# Roberto Costantini
Roberto Costantini (Tripoli, 12 settembre 1952) è uno scrittore italiano.

## Biografia
Ingegnere, consulente aziendale, ha lavorato dodici anni per società italiane e internazionali nel campo impiantistico e ha conseguito il Master in Management Science a Stanford (California).
Roberto Costantini è dirigente della LUISS Guido Carli di Roma dove insegna Business Administration. Nel 2011 è uscito il suo primo romanzo Tu sei il male seguito da Le radici del male e Il male non dimentica, che compongono una trilogia.

## Attività professionale

### Editoria
Tu sei il male, edito da Marsilio Editori nel 2011, ha ricevuto una menzione speciale come "Migliore opera prima" al Premio Scerbanenco 2011 e ha vinto il Premio Azzeccagarbugli come Romanzo Poliziesco 2012 ed il Premio Camaiore di Letteratura Gialla 2012.
Nel 2012 è la volta di Alle radici del male sempre con Marsilio Editori.
Nel 2014 è uscito, sempre edito da Marsilio Editori, il romanzo Il male non dimentica, che completa la cosiddetta "Trilogia del Male".
Il suo quarto romanzo, La moglie perfetta, uscito nel 2016, ha nuovamente come protagonista il commissario Balistreri già presente nei suoi precedenti libri. Ugualmente incentrati sul personaggio di Balistreri i successivi romanzi Ballando nel buio (2017) e Da molto lontano (2018).
Fa il suo esordio nel romanzo Una donna normale (2020), invece, una nuova figura centrale, Aba Abate, solo apparentemente un'impiegata ministeriale, ma in realtà un'agente operativa dei servizi segreti italiani. Completano la saga Una donna in guerra (2021), La falena e la fiamma (2022) e Cenere alla cenere (2023).

## Opere
Ciclo di Michele Balistreri
- Tu sei il male, Venezia, Marsilio Editori, 2011, 669 p., ISBN 978-88-317-0976-7.
- Alle radici del male, Venezia, Marsilio Editori, 2012, 700 p., ISBN 978-88-317-1116-6.
- Il male non dimentica, Venezia, Marsilio Editori, 2014, 525 p., ISBN 978-88-317-2182-0.
- La moglie perfetta, Venezia, Marsilio Editori, 2016, 447 p., ISBN 978-88-317-2307-7.
- Ballando nel buio, Venezia, Marsilio Editori, 2017, 482 p., ISBN 978-88-317-2834-8.
- Da molto lontano, Venezia, Marsilio Editori, 2018, 597 p., ISBN 978-88-317-4308-2.

Ciclo di Aba Abate
- Una donna normale, Milano, Longanesi, 2020, ISBN 978-88-304-5450-7.
- Una donna in guerra, Milano, Longanesi, 2021, ISBN 978-88-304-5451-4
- La falena e la fiamma, Milano, Longanesi, febbraio 2022, ISBN 978-88-304-5452-1
- Cenere alla cenere, Milano, Longanesi, febbraio 2023, ISBN 978-88-304-5453-8

Altre pubblicazioni
- Anche le pulci prendono la tosse, Milano, Solferino, 2020, ISBN 978-88-282-0515-9

## Riconoscimenti
- Vincitore del Premio Scerbanenco come migliore opera prima (2011)
- Vincitore del Premio Azzeccagarbugli al Romanzo Poliziesco (2012)
- Vincitore del Premio Camaiore di Letteratura Gialla (2012)
- Vincitore del Premio Scerbanenco per la "trilogia del male" (premio speciale 2014)